# 会津五薬師
会津五薬師（あいづごやくし）は福島県会津地方にある薬師如来を本尊とする5つの寺院の総称。いずれも徳一の創建と伝えられている。

## 概要
会津五薬師と称されているのは、
- 中央薬師・勝常寺（福島県湯川村）
- 東方薬師・慧日寺（福島県磐梯町）
- 西方薬師・上宇内薬師堂（福島県会津坂下町）
- 北方薬師・北山薬師（福島県北塩原村）
- 南方薬師・野寺薬師（福島県会津若松市）

の5箇寺である。ただし、薬師如来像が現存しているのは勝常寺と上宇内薬師堂のみで、勝常寺像は国宝、上宇内薬師堂像は国の重要文化財に指定されており、それぞれ平安時代初期の造立である。

## 弘法大師伝説
会津五薬師の建立に関して次のような伝説がある。昔、会津の地は磐梯山に住む魔物によって常に霧が立ち込め、太陽が遮られて作物が育たなかった。そのため、人々に病気が蔓延し、長い間苦しめられた。このことを聞いた朝廷は弘法大師（空海）を会津に派遣した。弘法大師は法力により魔物を撃退し、さらに、人々の無病息災や心身堅固、五穀豊穣の祈願のため、5体の薬師如来像を造立することとした。しかし、完成直前に朝廷より帰京の命が下ったため、後事を徳一上人に依頼し、やむなく帰京した。その後、徳一は5つの堂を会津各地に建立し、完成した5つの薬師如来を安置したという。空海が会津へ来たという確証はなく、また、徳一は南都六宗の一つ法相宗の僧で新興仏教の担い手であった空海とは対立する立場であった。そのため、上記の伝承はあくまでも伝説であって、事実ではないといえる。会津五薬師が現在真言宗寺院となっていることから、おそらくこれらの寺が真言宗に改宗した際に寺を空海と結びつけるためにこのような話を創造したのであろう。